# La Condamine (cratère)
Pour les articles homonymes, voir Condamine.
La Condamine est un cratère lunaire situé sur la face visible de la Lune. Il se trouve sur le bord sud de la Mare Frigoris, dans l'hémisphère nord de la Lune. Il longe la crête nord-est du Sinus Iridum et le nord-ouest de la Mare Imbrium. Le cratère est peu profond et arrondie, avec un bord érodé le long de la partie nord-est. Le bord extérieur est un légèrement polygonale, en particulier dans sa moitié sud-ouest.
En 1935, l'Union astronomique internationale a donné le nom du scientifique français Charles Marie de La Condamine à ce cratère lunaire.
Par convention, les cratères satellites sont identifiés sur les cartes lunaires en plaçant la lettre sur le côté du point central du cratère qui est le plus proche de La Condamine.
| La Condamine | Latitude | Longitude | Diamètre |
| ------------ | -------- | --------- | -------- |
| A            | 54.4° N  | 30.1° W   | 18 km    |
| B            | 58.8° N  | 31.5° W   | 17 km    |
| C            | 52.4° N  | 30.2° W   | 10 km    |
| D            | 53.5° N  | 30.8° W   | 10 km    |
| E            | 57.7° N  | 31.9° W   | 8 km     |
| F            | 57.3° N  | 31.0° W   | 7 km     |
| G            | 54.8° N  | 28.1° W   | 8 km     |
| H            | 53.1° N  | 26.6° W   | 6 km     |
| J            | 56.0° N  | 19.3° W   | 7 km     |
| K            | 51.9° N  | 25.5° W   | 7 km     |
| L            | 53.6° N  | 26.7° W   | 6 km     |
| M            | 54.2° N  | 26.6° W   | 7 km     |
| N            | 53.8° N  | 25.6° W   | 9 km     |
| O            | 55.1° N  | 25.6° W   | 7 km     |
| P            | 52.9° N  | 23.5° W   | 6 km     |
| Q            | 52.6° N  | 23.9° W   | 9 km     |
| R            | 55.0° N  | 21.3° W   | 7 km     |
| S            | 57.3° N  | 25.2° W   | 4 km     |
| T            | 59.2° N  | 29.6° W   | 6 km     |
| U            | 54.5° N  | 22.7° W   | 7 km     |
| V            | 54.5° N  | 24.1° W   | 6 km     |
| X            | 57.2° N  | 21.4° W   | 4 km     |